# Un canestro per due
Un canestro per due (The 6th Man) è un film del 1997 diretto da Randall Miller.
Il film è una commedia sportiva sulla pallacanestro che ha per protagonisti Marlon Wayans e Kadeem Hardison, girata negli Stati Uniti e in Canada. La riprese statunitensi hanno riguardato lo stato di Washington e in particolare Seattle e Tacoma mentre per la parte canadese si sono svolte a Vancouver.
Il titolo originario, The 6th Man ovvero Il sesto uomo, allude al ruolo del primo cambio dei giocatori della formazione base di una squadra di pallacanestro (il "quintetto base"), spesso di fondamentale importanza per la stessa.

## Trama
Antoine e Kenny sono fratelli e giocano insieme a basket sin da bambini. Sono allenati dal padre che, in una partita importante affida il tiro decisivo a Kenny, il quale per paura passa la palla al fratello che, sbagliando, nega la vittoria ai suoi.
Cresciuti, i fratelli Tyler diventano un temuto duo della squadra dell'Università di Washington, gli "Huskies". Il duo è conosciuto come "A & K". Dopo una vittoria grazie a un alley-oop di Kenny verso il fratello, la squadra va in un locale notturno dove Kenny incontra RC St. John, una reporter che lo segue con interesse.
In una partita successiva in cui il duo ancora una volta domina il gioco, Antoine effettuando una schiacciata è vittima di un attacco di cuore. La partita viene portata a termine senza di lui e, nello spogliatoio, l'allenatore dà a Kenny la triste notizia che suo fratello è morto durante il trasporto in ospedale.
Senza Antoine e con Kenny ancora sotto choc per la perdita del fratello, gli Huskies non riescono più a vincere fino a che, in un'ennesima disputa, Antoine si presenta con le sembianze di un fantasma per aiutare il fratello e tutti i suoi compagni riportando la propria squadra alla vittoria.
Kenny, che è l'unico che può vedere il fantasma del fratello, svela alla squadra l'origine delle sue ritrovate energie e dei loro successi. Dopo qualche tempo però Antoine diventa troppo invadente, tanto che alcuni giocatori iniziano ad averne abbastanza delle sue continue intrusioni segrete pregando così Kenny di dire al fratello fantasma di uscire dalla squadra.
Kenny non vuole perdere di nuovo il fratello e quindi non cede alle preghiere dei suoi compagni di squadra. Ma dopo la Final Four del campionato universitario, nella quale Antoine causa l'infortunio di un avversario, Kenny decide di prendere in mano la propria vita e dice al fratello di non interferire più.
Così, nella finale del campionato, gli Huskies, privi di aiuti esterni, partono male e ben presto si demoralizzano. Un discorso di Kenny riesce però a risollevare gli animi dei compagni. Dopo un'incredibile rimonta la squadra si porta a 2 punti dagli avversari e Kenny ha il tiro che potrebbe ribaltare il risultato all'ultimo secondo. Antoine si ripresenta per poter aiutarlo, ma Kenny rifiuta la sua intromissione e fa canestro, portando la squadra alla vittoria.
Mentre Kenny festeggia con la sua squadra, Antoine lo saluta per l'ultima volta andandosene serenamente nell'aldilà.